# روبرت دالبان
روبرت دالبان (فرانسوی: Robert Dalban‎؛ ۱۹ ژوئیه ۱۹۰۳ – ۳ آوریل ۱۹۸۷) یک هنرپیشه اهل فرانسه بود. وی بین سال‌های ۱۹۳۴ تا ۱۹۸۳ میلادی فعالیت می‌کرد.
از فیلم‌ها یا برنامه‌های تلویزیونی که وی در آن نقش داشته است می‌توان به دراکولای پدر و پسر، دیوارهای مالاپاگا، شیاطین، منون، بینوایان، مغز، آرماگدون، بلوار، باند، آخرین داوری، فانتوماس رهاشده، مرد قدبلند بلوند و زیبا باش اما خفه شو اشاره کرد.